# Garcinia spicata
Garcinia spicata är en tvåhjärtbladig växtart som först beskrevs av Robert Wight och Arn., och fick sitt nu gällande namn av Joseph Dalton Hooker. Garcinia spicata ingår i släktet Garcinia och familjen Clusiaceae. Inga underarter finns listade i Catalogue of Life.

## Bildgalleri

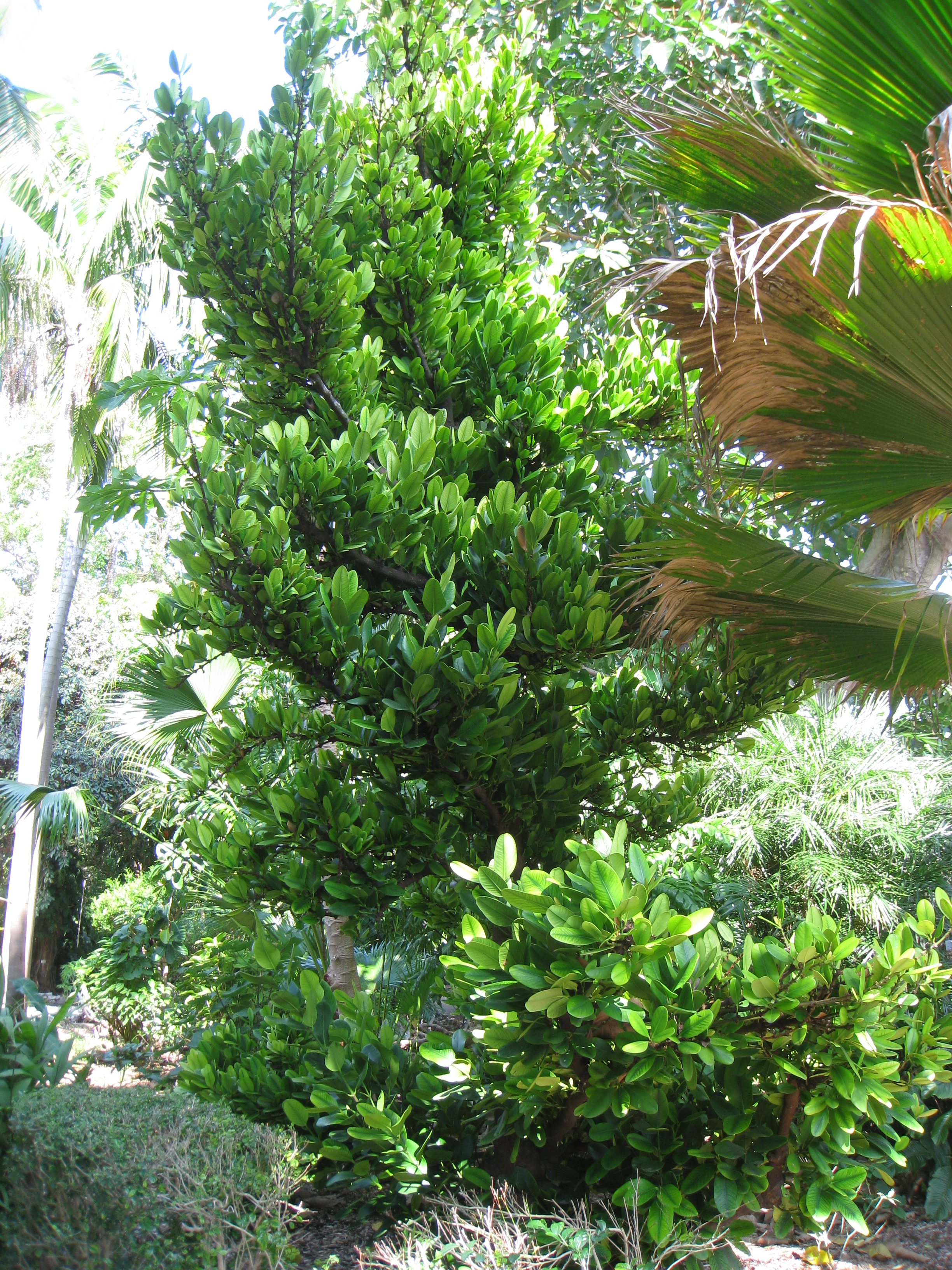